# Потапенко Георгій Йосипович
Георгій Йосипович Потапенко (21 січня 1889, Одеса — 5 січня 1982, Одеса) — український ботанік, професор.

## Біографія
Народився 21 січня 1889 року в Одесі.
Закінчив природниче відділення Новоросійського університету. За науково-дослідну роботу «Фізико-географічний нарис Хаджибейського лиману та його околиць з більш детальним описом флори даної місцевості» отримав золоту медаль і диплом першого ступеня.
У 1911—1919 роках викладав у середніх навчальних закладах Одеси, а у 1919—1928 роках — у трудових школах, гуманітарно-суспільному інституті.
Протягом 1920—1930 років був викладачем першої групи, а потім професором другої групи Одеського інституту народної освіти (ОІНО).
У 1923—1926 роках навчався в аспірантурі на науково-дослідній кафедрі ОІНО під керівництвом професора Г. І. Танфільєва. З 1 жовтня 1924 року був призначений професором з природознавства і географії.
У 1928—1933 роках завідував кафедрою морфології і систематики росли Інституту народної освіти та Одеського інституту професійної освіти. В 1930—1933 роках був професором Одеського інституту соціального виховання. Викладав в Одеському німецькому педагогічному інституті.
З 1927 по 2934 роки був кореспондентом Українського комітету охорони пам'яток природи.
25 листопада 1935 року присвоєно вчене звання професора ботаніки. 15 квітня 1938 року присуджений науковий ступінь кандидата біологічних наук.
У 1931—1939 роках був заступником директора Одеського ботанічного саду з підготовки до аспірантури.
Протягом 1933—1943 років  працював професором Одеського державного університету, завідувачем кафедри морфології і систематики рослин. Одночасно у 1939—1943 роках виконував обов'язки директора Одеського ботанічного саду та проректора Одеського  університету з навчальної роботи.
В роки нацистської окупації перебував в Одесі і працював в університеті.   
У 1943 році захистив дисертацію на здобуття наукового ступеня доктора біологічних наук.
У грудні 1946 року був засуджений та достроково звільнений у липні 1954 року.     
Помер 5 січня 1982 року в Одесі.

## Наукова діяльність
У докторській дисертації наведені характеристики лиманів всього Північного Причорномор'я, закономірності їх розвитку, генезис флори пересипів, кормова і інша господарська цінність рослин, що там ростуть, перспективи господарського використання цих районів.
Крім вивчення трав'янистої рослинності, займався деревними насадженнями Одеської області. Написав 8 наукових статей з дендрології.
Опублікував понад 40 наукових праць.

##### Праці
- Очерк флоры Одесских солончаков/ Г. И. Потапенко.// Журнал науково -дослідних кафедр в Одесі. — 1924. — Т. 1, № 5. — С. 35 — 45.
- Опыт исследования солончакових западинок на Одесской переспи/ Г. И. Потапенко.// Журнал науково-дослідних кафедр в Одесі. — 1924. — Т. 1, № 10/11. — С. 97 — 106.
- Тилигульская пересипь: Почвенно-ботанический очерк /Г. И. Потапенко.// Записки Одеського інституту народної освіти. — 1927. — № 1. — С. 195—209.
- Материалы по истории ботаники в Одесском университете/Г. И. Потапенко.// Труды Института истории естествознания и техники. — 1961. — Т. 41, № 10. — С. 44 — 62.